# Philautus parvulus
Philautus parvulus és una espècie de granota que es troba a Cambodja, Myanmar, Tailàndia, Vietnam, Laos, i possiblement també a la Xina i Índia. Va ser descrit pel zoòleg belgo-anglès George Albert Boulenger el 1983.
Tot i que la població minva, a la Llista Vermella de la UICN del 2016 encara és classificat en la categoria risc mínim. La pèrdua i la degradació d'hàbitat per mor de l'expansió ràpida de l'agricultura i la desforestació són amenaces constant per a la biodiversitat a tot el sud-est asiàtic

## Descripció
És una espècie de granota petita. Els mascles mesuren entre 18–21 mm de llargada del musell cap al ventre. Tenen el musell arrodonit i el timpà amagat. Els dits de les mans i els peus són curts i porten discs adhesius; els dits de mans són solts, les de peus són palmats. El dors és grisenc o marró. Pot teniruna barra fosca o una taca triangular entre els ulls i una banda fosca corbada als costats. Les extremitats posteriors tenen unes barres transversals. Els mascles tenen un sac vocal gran.